# Almond Point
Der Almond Point (spanisch Punta Almendra) ist ein felsiges Kap an der Davis-Küste des Grahamlands auf der Antarktischen Halbinsel. Es liegt am Kopfende der Charcot-Bucht zwischen dem Whitecloud-Gletscher und dem McNeile-Gletscher und markiert die südliche Begrenzung der Einfahrt zur Lindblad Cove.
Der Falkland Islands Dependencies Survey nahm 1948 eine Kartierung vor und benannte das Kap deskriptiv nach seiner Form, die an diejenige einer Mandel (englisch almond) erinnert.